# حافة فرشاتية

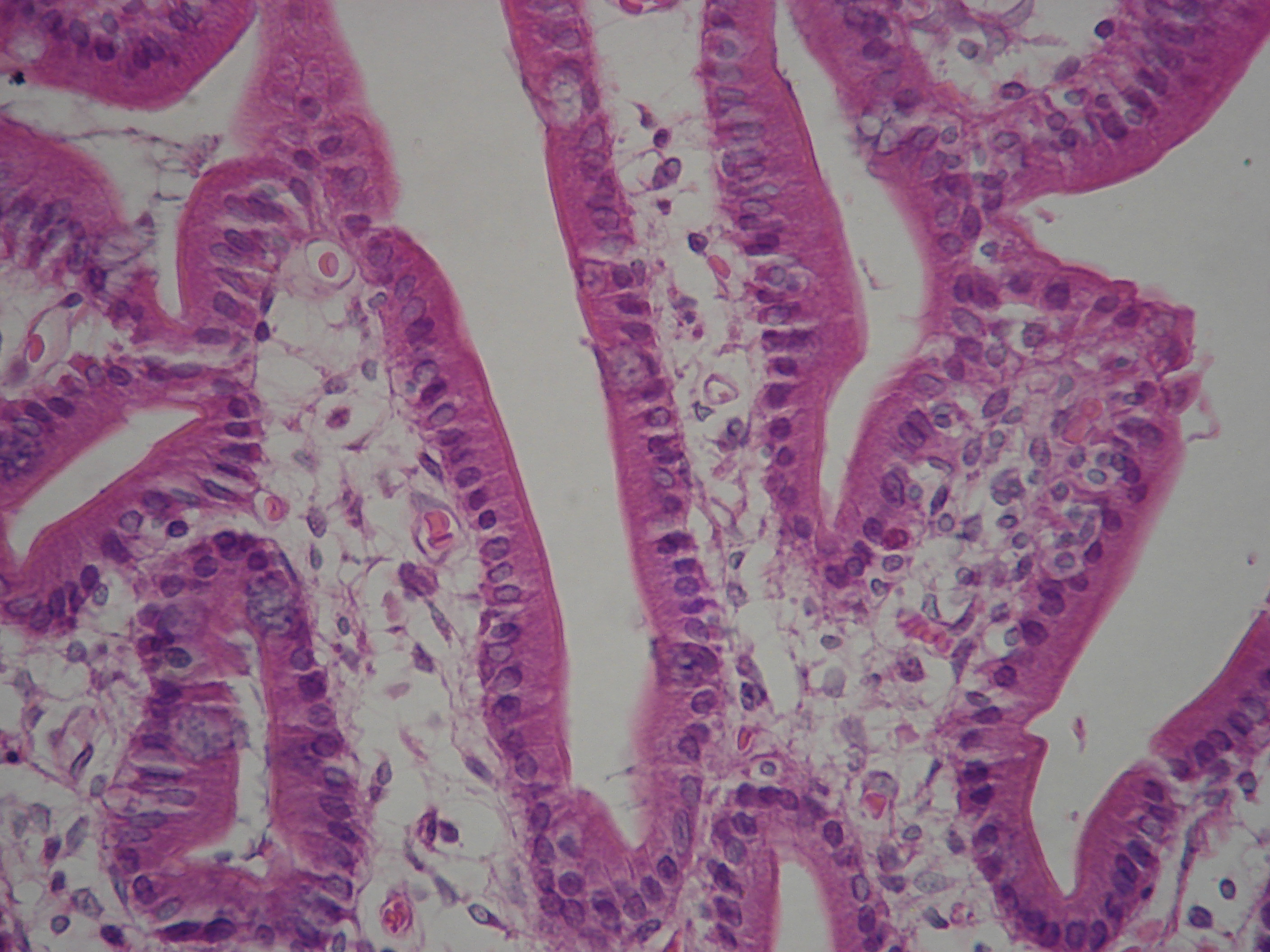
الاثنا عشر مع الحافة الفرشاتية (زغيبات)

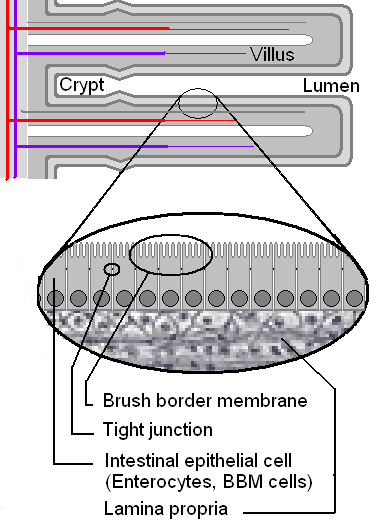
صُورة توضيحية للحافة الفرشاتية في زُغابات الأمعاء الدقيقة

حافة فرشاتية (بالإنجليزية: Brush border)‏ هي السطح المُغطى بالزغيبات في خلايا النسيج الطلائي المكعبي البسيط والنسيج الطلائي العمادي البسيط الموجودة في مناطقَ محددة في الجسم. يبلغ قطر الزُغيبات حوالي 100 نانومتر وطولها يتراوح ما بين 100 إلى 2000 نانومتر، ولحجمها الصغير وارتباطها بشكلٍ وثيق في الحافة الفرشاتية، فإنها تُشاهد باستعمال المجهر الإلكتروني فقط، أما بالمجهر الضوئي يُمكن مشاهدتها على شكل هامشٍ ضبابي على سطح النسيج الطلائي، وهذا الشكل الضبابي هو الذي منحها تسمية الحافة الفرشاتية (brush border)، حيثُ أنَّ علماء التشريح في البداية وجدوا أنَّ هذا الهيكل يُشبه شعيرات فرشاة الدهان إلى حدٍ كبير.
يعمل شكلُ الحافة الفرشاتية على زيادة مساحة سطح الخلايا، وهي ميزة مُهمة خاصةً في خلايا الامتصاص، حيثُ أنها تحتاج إلى مساحة سطح كبيرة للاتصال مع المواد التي يجب امتصاصها.

## خلايا الحافة الفرشاتية
تُوجد خلايا الحافة الفرشاتية في المناطق الرئيسية التالية:
- الأمعاء الدقيقة: وهو المكان الذي يحدث فيه الامتصاص.[4][5][6] تُعتبر الحافة الفرشاتية المُبطنة للأمعاء المكان النهائي لهضم الكربوهيدرات، حيثُ تمتلك زغيبات الحافة إنزيماتٍ لهذا الجزء من الهضم، وتتصل مع الغشاء البلازمي القمي كبروتينات غشائية مُتكاملة. توجد هذه الإنزيمات بالقرب من الناقلات والتي تسمح بامتصاص هذه المواد الغذائية المهضمومة.
- الكلية: تعتبر الحافة الفرشاتية مُهمة في الكلية، حيثُ تساعد على التمييز بين النبيب الكلوي القريب (الذي يمتلك حافة فرشاتية) وبين النبيب الملتوي البعيد (الذي لا يمتلك حافة فرشاتية).[7][8]
- الأمعاء الغليظة: تمتل أيضًا زغيبات على سطح الخلايا القولونية (اسمها الآخر خلايا معوية).

## التسمية
تُسمى الحافة الفرشاتية بأسماءٍ مُتعددة، ومنها:
- حافة خملية أو حافة فرجونية (بالإنجليزية: Brush border)‏
- حافة مخططة (بالإنجليزية: striated border)‏